# Leucania subpallida
Leucania subpallida är en fjärilsart som beskrevs av W. Warren 1913. Leucania subpallida ingår i släktet Leucania och familjen nattflyn. Inga underarter finns listade i Catalogue of Life.